# Jadwiga Przemyślidka (córka Przemysła Ottokara I)
Jadwiga (* ?, zm. zapewne 21 marca nieznanego roku) – trzecia córka Przemysła Ottokara I i jego pierwszej żony Adelajdy Miśnieńskiej.
Jadwiga była zakonnicą w klasztorze Gernrode w Niemczech, a potem zapewne w klasztorze św. Jerzego w Pradze. Nie jest pewne czy jej dotyczą daty w nekrologach klasztoru św. Jerzego i klasztoru w Doksanach.

### Literatura
- Žemlička, J.: Počátky Čech královských 1198-1253, Proměna státu a společnosti, Praha 2002.
- Žemlička, J.: Přemysl Otakar I.: panovník, stát a česká společnost na prahu vrcholného feudalismu, Praha 1990.
- Novotný, V.: České dějiny I/3. Čecha královské za Přemysla I. a Václava I. (1198-1253), Praha 1928.